# Pimachiowin Aki
Pimachiowin Aki (có nghĩa là Vùng đất mang lại sự sống trong Ojibwe, ᐱᒪᒋᐅᐃᐧᓂ ᐊᑭ) là một khu vực bảo tồn đã được công nhận là Di sản thế giới của UNESCO và cũng là một địa điểm đề xuất xét công nhận Khu dự trữ sinh quyển thế giới trong tương lai nằm tại Rừng Taiga của Canada bao phủ một phần của Manitoba và Ontario. Khu vực có diện tích hơn 43.000 kilômét vuông (17.000 dặm vuông Anh) có kích thước tương đương với đất nước Đan Mạch, có nghĩa là diện tích của nó lớn hơn 100 quốc gia khác trên thế giới. Dự án được hỗ trợ bởi 5 khu bảo tồn của các Lãnh thổ bản địa Đầu tiên ở Canada bao gồm Poplar River, Little Grand Rapids, Pauingassi, Pikangikum và Bloodvein. Vùng đất này cũng bao gồm Công viên hoang dã tỉnh Atikaki (Manitoba) và Công viên tỉnh Woodland Caribou (Ontario). Đề xuất ban đầu xét công nhận Di sản thế giới với khu vực này bắt đầu bằng việc ký kết với các Khu vực bảo vệ và các bên có trách nhiệm quản lý nguồn lực tại các Lãnh thổ bản địa Đầu tiên.

## Lợi ích
Tập đoàn Pimachiowin Aki tin rằng, có rất nhiều lợi ích khi một địa điểm được UNESCO công nhận là Di sản thế giới. Nhất là cho các Lãnh thổ bản địa Đầu tiên khi nó sẽ trở thành niềm tự hào về khu vực họ sinh sống cũng như nhận được nhiều sự chú ý trên toàn thế giới. Pimachiowin Aki tin rằng điều này sẽ giúp nhiều khách du lịch từ khắp nơi trên thế giới ghé thăm nơi đây, từ đó tăng nhu cầu về các chương trình và cơ sở giáo dục, chỗ ở và dịch vụ ăn uống cho du khách, tạo nhiều việc làm hơn. Văn hóa Anishinabe được giảng dạy và chia sẻ nhiều hơn, được sự hỗ trợ và giúp đỡ từ các tổ chức, chính phủ, doanh nghiệp và tình nguyện viên khác để quản lý di sản.

## Lịch sử
Manitoba Hydro lên kế hoạch đề xuất cho việc xây dựng một đường thủy điện nằm trong khu vực được gọi là Bipole III. Chỉ vài ngày trước khi nghỉ hưu trên cương vị là Thủ hiến của Maritoba, Gary Doer đã thông báo rằng chính quyền sẽ quyên tặng 10 triệu đôla cho quỹ ủy thác Winnipeg để thúc đẩy, hỗ trợ việc lập hồ sơ xét Di sản thế giới để UNESCO công nhận ở phía đông của Hồ Winnipeg. Đảng Dân chủ mới của Manitoba (NDP) tuyên bố rằng Bipole III sẽ gây nguy hại cho khu vực Di sản dự kiến này và việc một Di sản thế giới của UNESCO sẽ đem lại lợi ích cho cộng đồng các Lãnh thổ bản địa Đầu tiên lớn hơn nhiều. Một đường dây dài hơn ở phía tây Manitoba, tốn kém hơn được đề xuất để bảo tồn tính toàn vẹn của môi trường tự nhiên ở phía đông, nơi được xét công nhận Di sản thế giới.
Năm 2004, Cục Công viên Quốc gia Canada đã thay mặt chính phủ đệ trình hồ sơ thêm vào danh sách di sản dự kiến của UNESCO theo các tiêu chí (v), (vii), (ix) và (x). Ủy ban Di sản thế giới đã trì hoãn việc xem xét đề cử để cải thiện một số khía cạnh nhất định của hồ sơ đề cử, đồng thời cũng nói rằng Ủy ban cần cải thiện quy trình đề cử cho các di sản hỗn hợp như hiện nay. Trong năm 2016, sau khi sửa đổi để tập trung khá cạnh văn hóa vào truyền thống Ji-ganawendamang Gidakiiminaan (Giữ đất) của nền văn hóa Ojibwe, Ủy ban đã bắt đầu xem xét lại hồ sơ của di sản trong Danh sách dự kiến. Tuy nhiên, Canada yêu cầu trì hoàn và đã được chấp thuận sau khi Pikangikum của Ontario rút lại. Năm 2018, Pimachiowin Aki được công nhận là một di sản thế giới của UNESCO bao gồm bốn trong số năm Lãnh thổ bản địa Đầu tiên là Poplar River, Little Grand Rapids, Pauingassi và Bloodvein.